# 飞云街道
飞云街道是中华人民共和国浙江省温州市瑞安市下辖的一个街道办事处，2011年由飞云镇撤镇设街道而来。

## 沿革
2015年，根据《浙江省人民政府关于瑞安市部分行政区划调整的批复》(浙政函〔2015〕193号)，从飞云街道分拆云周街道。调整后，云周街道辖25个行政村(上步、下汇、下洞、半河、潭头、十八江、少埠、刘宅、门台、周村、上河、繁荣、杏垟、中洲、坳头、高园、杏里、干桥、铁炉、社门、西山、马头、高旺、黄垟、卓岙)。

## 行政区划
飞云街道下辖以下村级行政区划单位：
东风社区、马道社区、瑞云社区、瑞南社区、孙桥社区、桥里社区、云和社区、锦祥社区、永宁社区、江南社区、云霞社区、吴桥社区、独峰村、西垟村、杜山头村、垟西村、龙头村、汇头村和横河村。